# St. Gereon (Boslar)

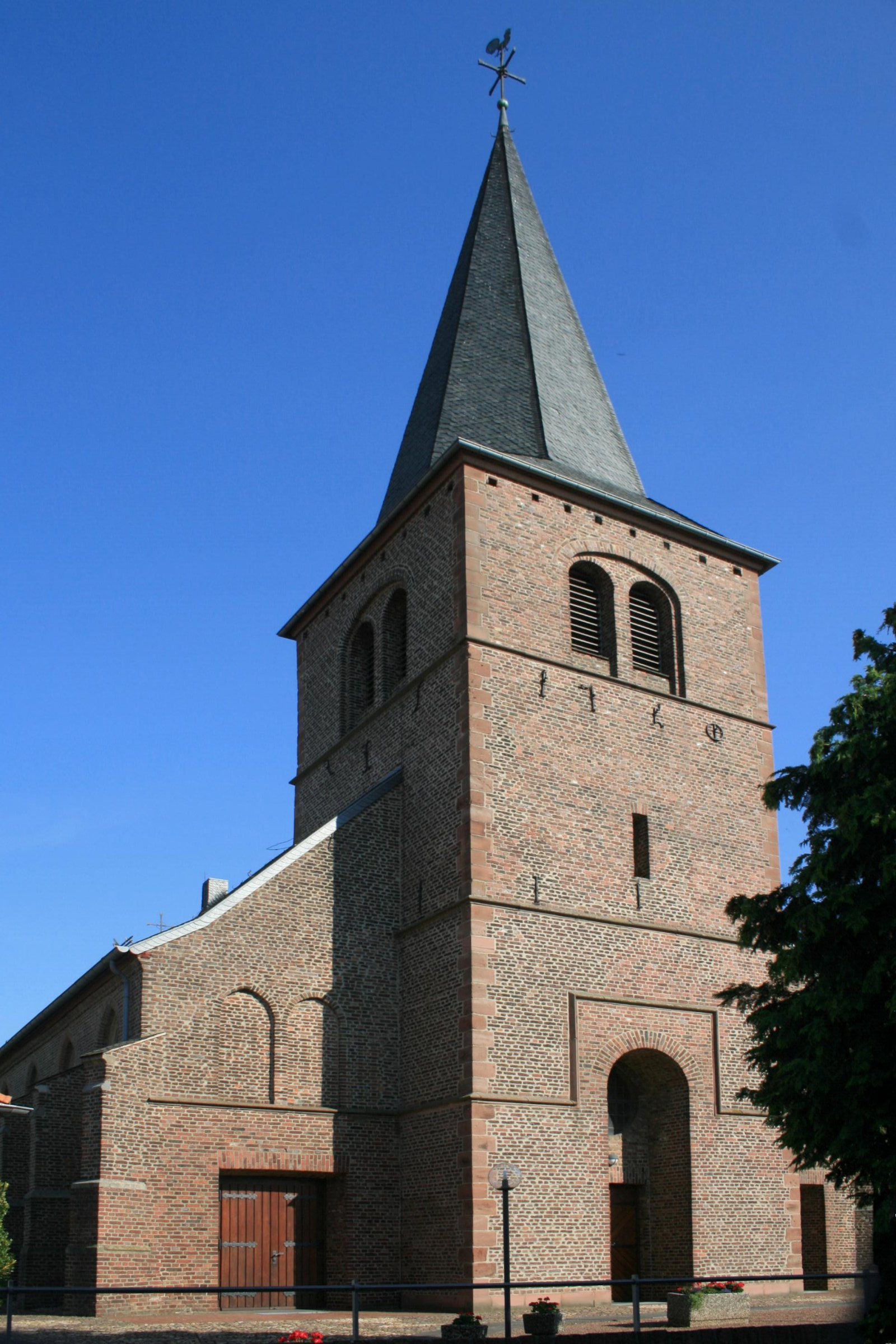
St. Gereon in Boslar

St. Gereon ist die römisch-katholische Pfarrkirche des Linnicher Stadtteils Boslar im Kreis Düren in Nordrhein-Westfalen. Die Pfarrei St. Gereon gehört zur Gemeinschaft der Gemeinden Aldenhoven/Linnich im Bistum Aachen.
Die Kirche ist seit 27. November 1984 unter Nummer 8 in die Liste der Baudenkmäler in Linnich eingetragen.

## Geschichte
Eine Kirche in Boslar wurde das erste Mal 1274 urkundlich erwähnt. Dieses Gotteshaus war ein Bauwerk der Romanik aus dem 12. Jahrhundert. Reste dieses Kirchenbaus finden sich noch im Mittelschiff, im Untergeschoss des Turms und im nördlichen Seitenschiff. Die Boslarer Pfarrei wurde erst im Liber valoris aus der Zeit um 1300 erwähnt. Im 15. Jahrhundert wurde die heutige Kirche im Baustil der Gotik errichtet. Nur einige Reste der Vorgängerkirche blieben dabei erhalten. Zu dieser Zeit besaßen die Herren von Paland das Patronatsrecht. 1750 wurde der Glockenturm in barocken Formen umgebaut und erhielt somit sein heutiges Erscheinungsbild. Durch einen Blitzschlag stürzte 1803 der Turmhelm auf das Mittelschiff und zerstörte auch die Gewölbe. In den folgenden Jahren wurden der Turmhelm und die Gewölbe wiederhergestellt. Im Jahr 1868 wurde die südliche Sakristei angebaut und 1875 der Hauptchor und die nördliche Sakristei nach Plänen des Kölner Architekten Heinrich Wiethase. Das Gewölbe im südlichen Seitenschiff wurde 1870 erneuert.

## Architektur
St. Gereon ist eine dreischiffige Backsteinhallenkirche mit fünf Jochen im Baustil der Gotik. Im Westen befindet sich der eingezogene, dreigeschossige gotisch-barocke Glockenturm. Im Osten an das Kirchenschiff angebaut ist der zweijochige und dreiseitig geschlossene Chor in neugotischen Formen. An der Nord- und Südseite ist je eine Sakristei angebaut. Den gesamten Kirchenraum überspannt ein Kreuzrippengewölbe.

## Ausstattung
In der Kirche befindet sich als Hochaltar ein flandrischer Schnitzaltar aus der Zeit um 1520. Er stammt ursprünglich aus der Kirche des Klosters Schwarzenbroich und kam nach der Auflösung des Klosters 1804 nach Boslar. Zwischen 1848 und 1849 wurde der Altar durch Leonhard Kauff aus Rödingen restauriert. Des Weiteren sind Kirchenbänke aus der Zeit um 1900 erhalten. Außerdem besitzt die Kirche einige bunt bemalte Heiligenfiguren.

## Orgel
Die Kirche verfügt über eine digitale Sakralorgel des Modells Monarke von der Firma Johannus mit folgender Disposition:
| Pedal C–f1    |     |
| Principalbass | 16′ |
| Subbass       | 16′ |
| Principalbass | 8′  |
| Gedacktbass   | 8′  |
| Oktavbass     | 4′  |
| Posaune       | 16′ |
| Trompete      | 8'  |

| Hauptwerk C–c4 |       |
| Prinzipal      | 8′    |
| Rohrflöte      | 8′    |
| Quintadena     | 8′    |
| Oktave         | 4′    |
| Hohlflöte      | 4′    |
| Quinte         | 2 ⁄3′ |
| Octave         | 2′    |
| Mixtur         | IV    |
| Trompete       | 8′    |

| Schwellwerk C–c4 |        |
| Gedackt          | 8′     |
| Viola da Gamba   | 8′     |
| Vox Coelestis    | 8′     |
| Principal        | 4′     |
| Rohrflöte        | 4′     |
| Nassat           | 2 ⁄3′  |
| Blockflöte       | 2′     |
| Terz             | 1 3⁄5′ |
| Scharf           | III    |
| Oboe             | 8'     |

- Koppeln: SW/HW, HW/P, SW/P
- Spielhilfen: Setzeranlage, Piano, Mezzoforte, Forte, Fortissimo, Tutti, Crescendopedal, Zungenabsteller, Tremulant, Manual Bass, Cantus Firmus, Transposer

## Glocken
Im Kirchturm von St. Gereon hängt ein in einem Glockenstuhl aus Stahl dreistimmiges historisches Glockengeläut. Es hat die beiden Weltkriege unbeschadet überstanden, die große Glocke wegen ihres Alters, die kleineren wegen ihres besonderen Klangs.
| Glocke | Name         | Durchmesser | Gewicht (ca.) | Schlagton (a′ = 435 Hz) | Gießer                    | Gussjahr | Bemerkungen                            |
| ------ | ------------ | ----------- | ------------- | ----------------------- | ------------------------- | -------- | -------------------------------------- |
| 1      | Große Maria  | 1520 mm     | 2200 kg0      | es′ –3                  | Heinrich von Oedt         | 1338     | Bis 1805 an St. Maria im Kapitol, Köln |
| 2      | Gereon       | 1106 mm     | 830 kg        | ges′ –40                | Christian Claren, Sieglar | 1855     | –                                      |
| 3      | Kleine Maria | 0876 mm     | 400 kg        | 0b′ –6                  | Christian Claren, Sieglar | 1855     | –                                      |

Das Gesamtgeläut ertönt sonntags und zu Festen, werktags ruft die Gereonsglocke zu den Gottesdiensten. Die Große Maria wird auch als Totenglocke genutzt, die Kleine Maria ist die Angelusglocke.

## Pfarrer
Folgende Priester wirkten bislang als Pfarrer an St. Gereon:
- 1926–1935: Walter Masberg
- 1935–1966: Johannes Schoenen
- 1966–1978: Franz Regul
- 1978–1991: P. Kurt Anton Hoberg OSFS
- 1991–1999: Heinrich Joussen
- Seit 1999: Heinz Philippen